# Иванковцы (Хабаровский край)
Иванко́вцы — село в Хабаровском районе Хабаровского края. Входит в Побединское сельское поселение.

## География
Село Иванковцы расположено в отдалённой, левобережной части Хабаровского района. Стоит на левом берегу реки Кур, примерно в 4 км ниже впадения в Кур реки Биракан.
Река Кур, сливаясь с рекой Урми, даёт начало Тунгуске, левому притоку Амура.
Расстояние до административного центра сельского поселения пос. Победа по прямой около 10 км (на юго-запад), на моторной лодке вниз по реке Кур будет несколько дальше, так как Кур сильно «петляет».

## Население
| 2002 | 2010 | 2011 | 2012 | 2021 |
| ---- | ---- | ---- | ---- | ---- |
| 6    | ↘5   | →5   | ↘3   | →3   |

## Транспорт
В зимнее время можно доехать через пос. Победа по зимнику от пос. Смидович Еврейской автономной области, расстояние около 80 км. В тёплое время года автодороги, можно сказать, нет.
Летом вверх по Тунгуске и по Куру до отдалённых сёл Хабаровского района от Хабаровского речного порта ходит теплоход «Заря», расстояние по реке до Хабаровска более 160 км.
В советское время с Хабаровского аэропорта местных воздушных линий в пос. Победа совершались рейсы на самолёте Ан-2.

## Инфраструктура
- Жители занимаются сельским хозяйством.
- Окрестности села Иванковцы славятся охотой и рыбалкой.